# کمپفلد
کمپفلد (به آلمانی: Kempfeld) یک شهر در آلمان است که در بیرکنفلد واقع شده‌است. کمپفلد ۸۲۷ نفر جمعیت دارد.